# Boris Koretskij
Boris Koretskij (ryska: Борис Николаевич Корецкий), född den 1 januari 1961 i Baku, Azerbajdzjan, är en sovjetisk fäktare som tog OS-guld i herrarnas lagtävling i florett i samband med de olympiska fäktningstävlingarna 1988 i Seoul.